# 于文彬
于文彬（1916年10月—1938年3月1日），河南息县人，曾任中共冀鲁边工委书记。1938年2月9日，于文彬在盐山保卫战期间，因手枪走火而负伤，转移至崔口村医院治疗，3月终因医治无效而逝世。